# 물개바위
물개바위는 바위의 모양이 물개처럼 생겨서 물개바위라고 이름을 붙였다. 이 바위는 독도 동도에 있고 크기는 가로 10m 세로 3m이다.